# Varanus flavescens
Varanus flavescens är en ödleart som beskrevs av  Thomas Hardwicke och Gray 1827. Varanus flavescens ingår i släktet Varanus och familjen Varanidae. IUCN kategoriserar arten globalt som livskraftig. Inga underarter finns listade i Catalogue of Life.
Arten förekommer i Bangladesh, Indien, Nepal och Pakistan. Kanske även i Bhutan. Varanus flavescens vistas nära de stora floderna. Honor lägger ägg.

## Bildgalleri

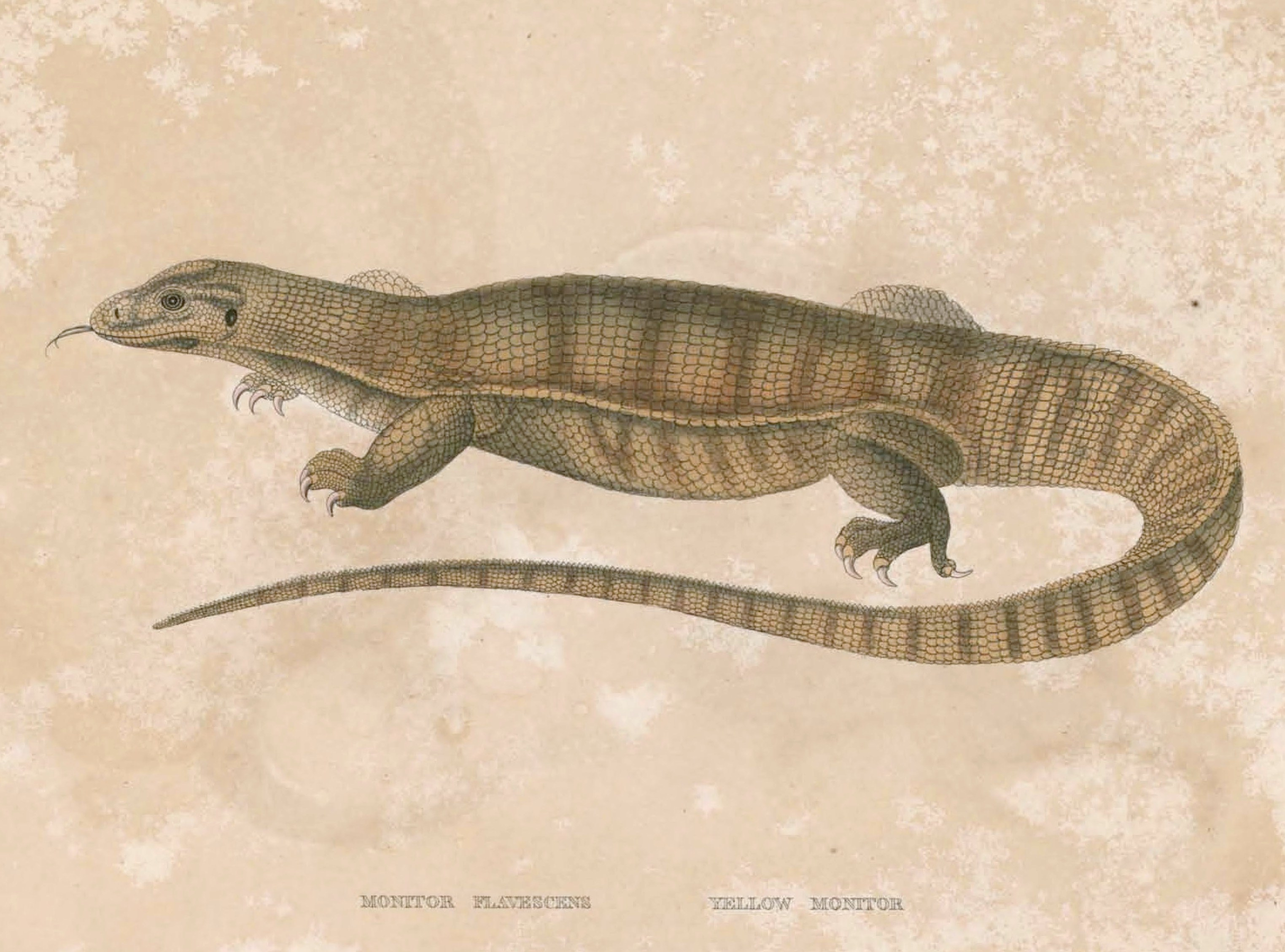